# アレクサンドロス・ガルガラツィディス
アレクサンドロス・ガルガラツィディス（Alexandros Gargalatzidis (ギリシア語: Αλέξανδρος Γκαργκαλατζίδης、2000年4月12日 - ）は、ギリシャ・テッサロニキ出身のプロサッカー選手。OFI所属。ポジションは、フォワード。